# ミニ (BMW)

ロゴ

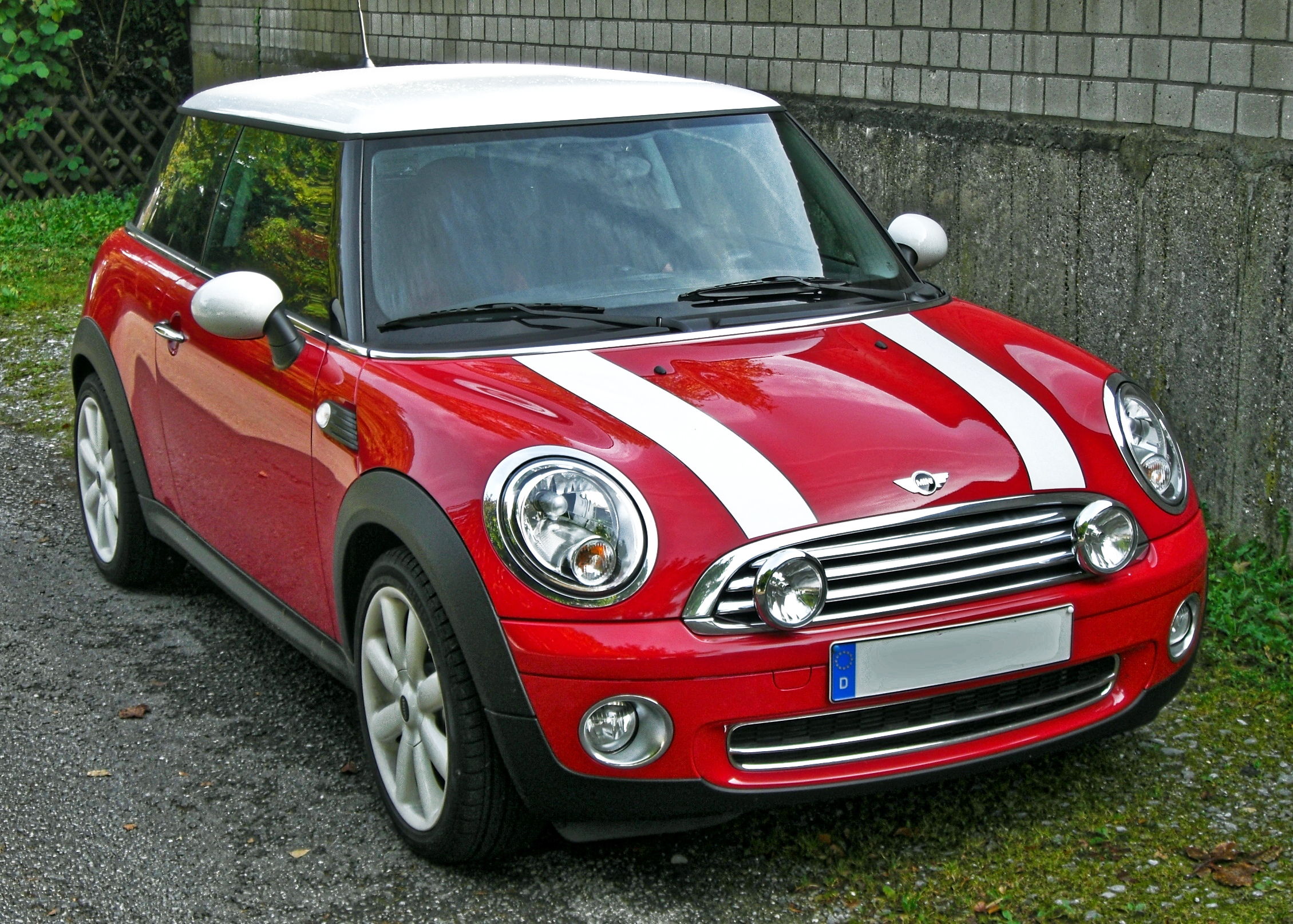
クーパー (R56)

ミニ (Mini ) は、ドイツの自動車メーカーであるBMWが展開している小型車のブランドである。ブリティッシュ・モーター・コーポレーション（BMC）時代のミニをモチーフとして2001年に登場し、BMWが一から開発した初の前輪駆動車となった。
BMC時代のミニと区別する場合、BMC製を「クラシックミニ」「ローバーミニ」、BMW製を「ニューミニ」「BMWミニ」などと呼称されることがある。

## 概要
ミニの後継車の開発は、1994年にBMWがローバーを傘下に収め、生産をはじめとするミニに関する全ての権利を有したことで開始された。
開発当初はイギリスを拠点にローバーが中心となって進められ、1997年のジュネーヴ・モーターショーで2台のコンセプトカーが公開された。しかし、ローバーの経営が悪化の一途を辿ったことから同社はBMWの傘下から離脱することになり、次期ミニの開発拠点もドイツに移された。インチサイズのヤード・ポンド法から、ミリを用いるメートル法への再設計を行うなどの紆余曲折の末、2001年に新生ミニが発表された。
ボディサイズは軽自動車規格より小さかったBMCミニと比べて大幅に拡大され、各種ボディカラー、インテリアカラー、オプション装備を組み合わせることにより、バリエーションは約10万通りにも及ぶ。先代が40年間キープコンセプトで生産していたのと同様に、モデルチェンジを経てもほぼ同じデザインを継承している。
日本ではBMW JAPANが3月2日を「ミニの日」と制定し、2002年3月2日に発売された。正規輸入される全車種の全グレードでMTが選択可能であったが、2014年9月8日のクロスオーバーのマイナーチェンジより、AT限定のモデルが設定されるようになった。

### 生産

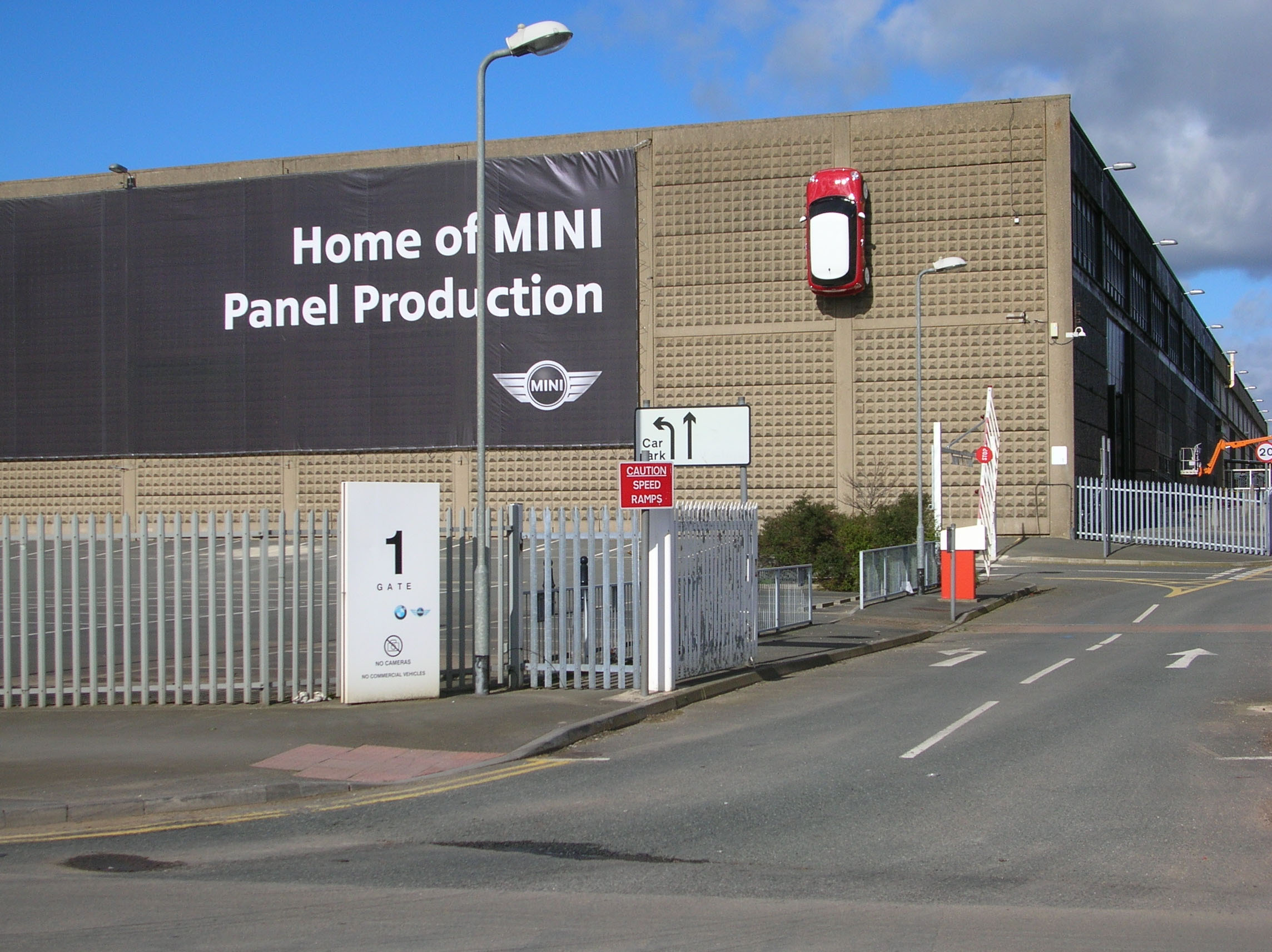
スウィンドン工場

BMWはミニの生産にあたり、オックスフォード近郊にある旧ローバーのカウリー工場を本社とする生産子会社のBMW (UK) Manufacturing Ltd.を設立し、オックスフォード工場として2001年4月から生産を開始した。BMWグループとなった後もミニの伝統を守る方針から、ドイツではなくイギリスで生産されているが、カントリーマンとペースマンは、四輪駆動システムの開発と生産に長い実績を持つオーストリアのマグナ・シュタイアが生産している。
増産対応のため、2006年9月12日よりミニプロダクション・トライアングル（通称：トライアングル）と称されるイギリス国内3工場での生産が開始された。ボディパネルのプレス、シャシコンポーネントとサブASSYはスウィンドン工場、シャシ、塗装、完成車組立はオックスフォード工場、それまでブラジルで行っていたミニ専用ガソリンエンジンの生産は、バーミンガム近郊のハムス・ホール工場が担当している。

## 初代 （2001年 - 2006年） R50/52/53
2001年5月に登場。日本では2002年3月2日に発売。デザイナーはフランク・ステファンソンが担当した。
ボディタイプは3ドアハッチバックとコンバーチブルで、グレードは基本となる「ワン」、エンジン制御プログラムの変更により出力を高めた「クーパー」、スーパーチャージャーを装着した「クーパーS」の3種類。モデルコードはハッチバックのワンとクーパーがR50、コンバーチブルがR52、ハッチバッククーパーSがR53。

### メカニズム
エンジンは、BMWとクライスラーとの合弁会社でブラジルに拠点を置くトライテックが製造する、1.6Lの通称トライテック・エンジンを搭載。スーパーチャージャーの1.6 Lは、1.4 Lから1.8 Lのカテゴリーにおいて「インターナショナル・エンジン・オブ・ザ・イヤー for 2003」「テン・ベスト・エンジン2005」を受賞している。
欧州仕様には1.4 L コモンレール式ターボディーゼルを搭載する「ワンD」も設定され、このためにトヨタ自動車から欧州向けのヤリスとカローラ用の1ND-TV型エンジンが供給されていた。
トランスミッションは「ワン」と「クーパー」が5速MTもしくはCVT、「クーパーS」は6速MTもしくは6速AT（ATは2005年のマイナーチェンジで追加）。
サスペンションは、フロントにストラット、リアにマルチリンクを採用する。「ワン」はバネやダンパーの設定が比較的柔らかめなのに対して、「クーパー」は前後ともスタビライザーを装備し、バネ定数とダンパー減衰力を高めたスポーツサスペンションを、「クーパーS」はさらに径の太いスタビライザーと固めのダンパーを持ったスポーツサスペンションプラスを標準装備している。

### バリエーション

#### コンバーチブル

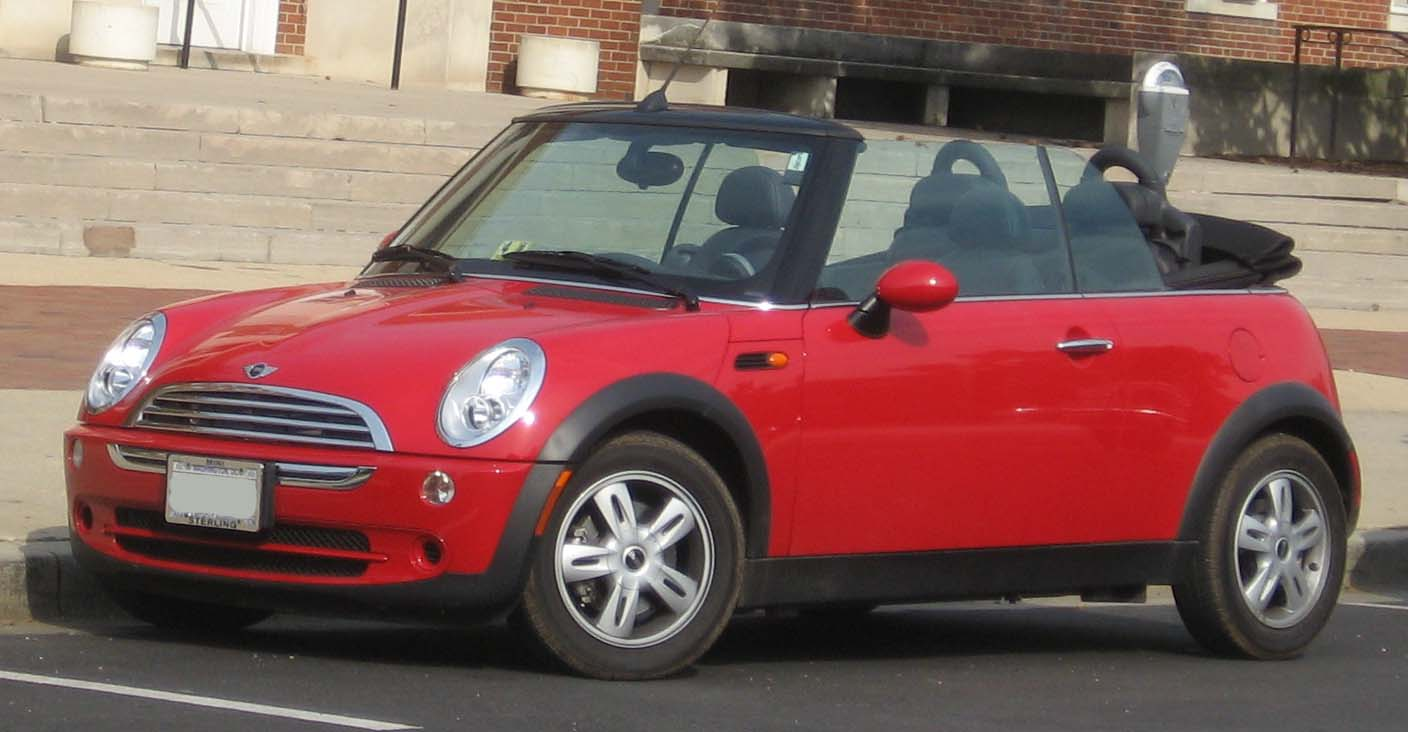
コンバーチブル クーパー

2004年9月に発売。電動ソフトトップを採用し、フルオープンまでの所要時間は約15秒。電動開閉が可能なだけでなく、ウインドシールド上部にあるスイッチを1回押すと40cmほど開いた所で停止するサンルーフモードとなり、再度スイッチを押し続けるとZ字型に折り畳まれてフルオープン状態となる。
Bピラーを結合するロールバーがないため、サイドシルの板厚を増して補強プレートを追加しねじり剛性を確保したほか、Aピラーのスチール製パイプによる補強、アルミロールバーの追加、極太フレーム付きの幌、さらに側面衝突対策としてドアの強化等が施されたことなどにより、重量はハッチバックの「クーパー」比で約130kg増加し1,270kgとなった。
日本への導入グレードは「クーパー」と「クーパーS」のみ。2007年5月、専用デザインのホイールやレザーシートを装備、特別色を用意した「サイドウォーク」が発売された。

### 沿革
2004年、コンバーチブルの追加にあわせて既存のハッチバックもマイナーチェンジを受け、ヘッドランプ周り、前後バンパー形状、リアコンビネーションランプ割付、リアフォグランプ配置、インテリアの見直しなどが施された。
2005年、バックミラーやドアハンドルなどインテリアデザインを中心にマイナーチェンジが施され、専用色と特別装備が設定された。同時に、BMC時代のモデルをモチーフに、それぞれポップ、シック、スポーツをテーマとしてドレスアップを施した「セブン」「パークレーン」「チェックメイト」が追加された。
2006年9月、「クーパーS with JCW GP kit」を全世界2,000台で限定販売（日本への割り当ては160台）。JCW（ジョン・クーパー・ワークス）を名乗るこのモデルは、レーシングミニの名チューナーとしてのブランドイメージを強く押し出した仕様となっており、最高出力は「クーパーS」の170psから48ps増の218psを発生する。内装では後席を撤去し2シーター化されたほか、フォグランプやリアワイパーも撤去し、ヘッドランプも軽量化のためにHIDからハロゲンに変更され、リアサスペンションのロアアームもアルミ製とし、専用のセッティングとブレーキを採用するなど、走りに振った構成となっている。シートも全モデルがレカロ製の専用品を採用する。一方、大径の18インチホイールの採用や各部の補強、整流板の追加などもあり、車両重量はクーパーSより15kgほど増の1,195kgとなった。他にも多くの部分で見直しが図られ、スポイラーや車体下部の整流板など空力にも手を入れられた結果、最高速度240km/h、0-100km/h加速6.5秒という、シリーズ最高の性能を発揮している。
2006年11月、日本専用の特別仕様車「デザイナーズチョイス」を発売。「クーパー」が100台、「クーパーS」が200台の合計300台限定である。

## 第2世代 (2006年 - 2016年) R55/56/57/58/59/60/61
2006年のパリサロンで発表され、同年11月に「クーパー」「クーパーS」がイギリスとドイツで発売。日本での発売は2007年2月24日。なお、サルーン（ハッチバック）は2代目となったが、コンバーチブルは初代が継続生産され、2009年モデルより新型へ移行した。
2007年4月、イギリスを皮切りにベーシックモデル「ワン」「クーパーD」が発売された（日本への導入は前者のみ）。
この代でバリエーションが一気に増え、全7種類のボディを持つようになった。モデルコードは「クラブマン」「クラブバン」がR55、サルーンの「ワン」「クーパー」「クーパーS」がR56、コンバーチブルがR57、クーペがR58、ロードスターがR59、カントリーマンがR60、ペースマンがR61。
オリジナルミニ同様、「変わらない良さ」が基本コンセプトとなっており、外観は初代のキープコンセプトであるが、ボディサイズは前後左右に20mmほど拡大された。ヘッドライトがエンジンフードから車体側に固定されたため、コスト低減と共にフードの開閉も軽くなった。燃費、省資源や安全面にも改良が施されている。
2013年7月11日、日本のゆるキャラであるくまモンが、イギリスの国民的キャラクターであるパディントンベアから招待されオックスフォード工場を訪れた。サプライズとしてR57をベースとした「くまモンMINI」も披露され、同年7月13日より故郷である熊本県のMINI熊本で展示された。

### メカニズム
エンジンは、BMWとフランスのPSAグループとの共同開発による新型エンジン、コードネーム「Prince」が搭載される。当初のグレードはバルブトロニック技術を採用した直列4気筒DOHC1.6L (120ps) の「クーパー」と、通常のバルブ機構を備えた1.6L ツインスクロール直噴ターボ (175ps) の「クーパーS」。2007年には1.4L (95ps) の「ワン」と1.6L ターボディーゼル (110ps) の「クーパーD」が追加された。なお、当代よりディーゼルエンジンに関するトヨタ自動車との提携関係は解消された。
トランスミッションはゲトラグ製6速MTと、パドルシフト付きのアイシンAW（現・アイシン）製6速ATが設定され、油圧制御式湿式多板クラッチの制御問題から評判の良くなかったCVTは廃止された。
後期モデル（2010年3月〜）からはMT車にアイドリングストップ機構が追加された。

### バリエーション

#### クラブマン

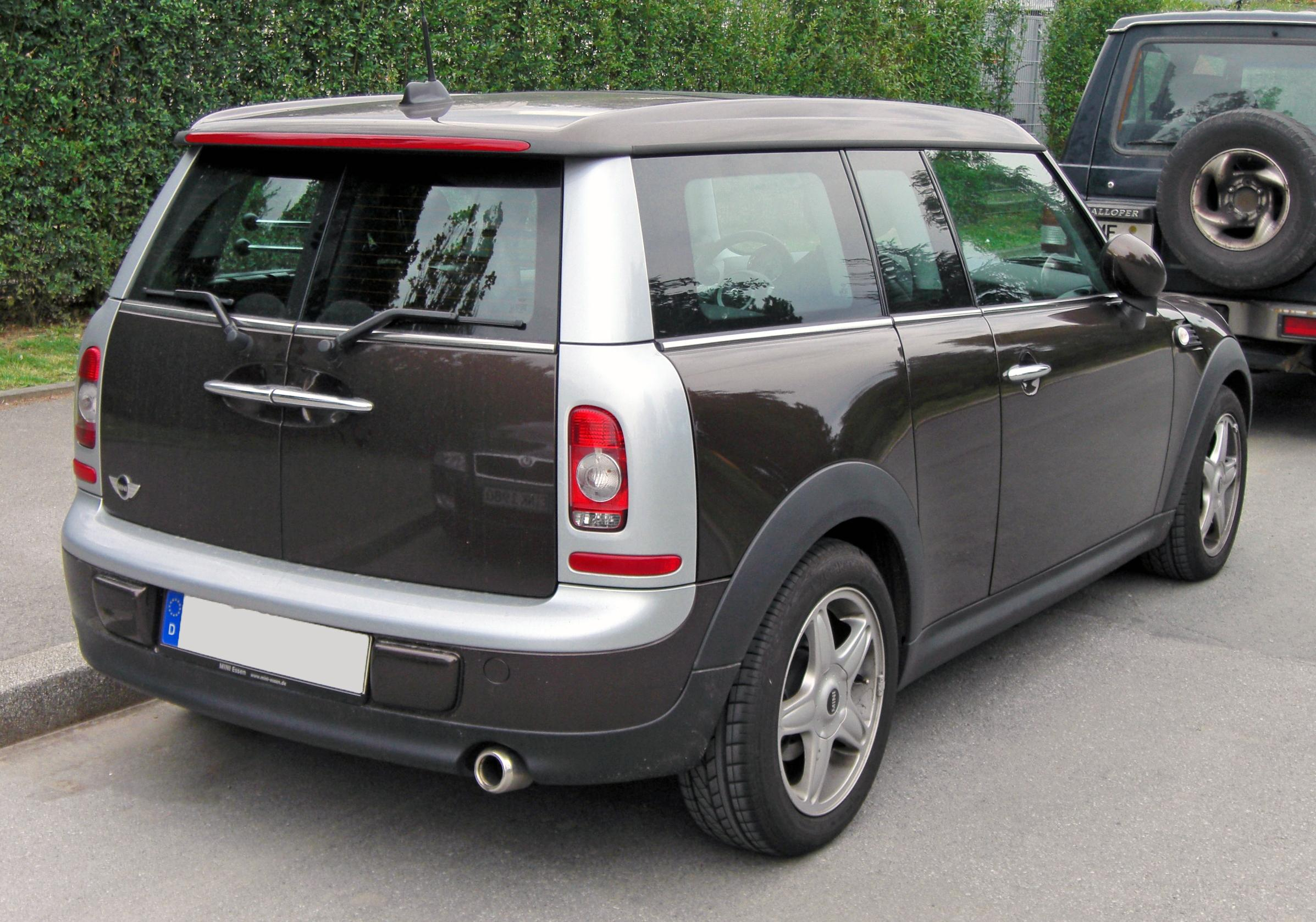
クラブマン

シリーズ初となるエステートタイプで、往年のシリーズ名から「クラブマン」と命名された。発売に先立つ2007年7月29日から写真と動画が配信された。
日本では2007年10月の東京モーターショーで発表され同日受注開始。2008年3月2日（ミニの日） に納車が開始された。日本への導入グレードは「クーパー」「クーパーS」の展開となる。
全体的なスタイリングは2005年のフランクフルトモーターショーで発表されたコンセプトカーを踏襲している。全長はサルーンの「ワン」と比べて240mm長く、ホイールベースも延長された。サイドドアに「アシメトリック・クラブドア」と呼ばれる左右非対称ドアを採用し、車体右側にのみ小さなリアドア（クラブドア）が追加され、観音開き構造となっている。このクラブドアはマツダ・RX-8やトヨタ・bB オープンデッキ、サターン・アイオン クアッドクーペなどと同様に、前側のドアを開いてからでないと開けることができない構造である。バックドアは左右対称の観音開きで、ヒンジの中心線が垂直ではなく前傾している点などもオリジナルに倣っている。
「コントラスト・リアピラー」と呼ばれる車体後端の隅は外板と異なる色で仕上げることが可能で、これも往時のウッドフレームを彷彿とさせる。リアのコンビネーションランプを囲む部分はバックドアのヒンジを兼ねているため、ドアを開けた場合もランプ類は車体側に残る構造となっており、被視認性を確保した上でヘッドランプとエンジンフードの関係を反復する遊びも見せている。
クラブマンの派生車種として商用パネルバンの「クラブバン」がある。2012年のジュネーブモーターショーでコンセプトモデルとして発表され、後に日本市場にも少数ながら導入された。クラブマンとの大きな違いは2シーターである点と、リアクォーターウィンドウ部分にボディ同色のフィルムが貼られている点などである（室内側には樹脂パネルが貼られている）。後部座席がないため、ラゲッジスペースはクラブマンの260Lに対し860Lとなっており、車重も50kg軽量である。日本では各種法規の関係で4ナンバーではなく5ナンバーとして登録される。

#### コンバーチブル
2009年に追加。グレードは「クーパー」と「クーパーS」。ソフトトップは30km/h以下での走行時においても動作可能となっている。横転時の安全を確保するロールバーは先代の固定式から格納式となり、横転を検知すると0.15秒で伸長する。荷室容量は先代比で+5L、後席を倒した状態では+55Lに拡大された。

#### カントリーマン（日本名：クロスオーバー）
2008年のパリサロンで発表された「MINIクロスオーバー」がルーツで、2010年1月に発表、同年9月に欧州で発売された。
シリーズ初の4ドア車かつクロスオーバーSUV（BMWではSAV（Sports Activity Vehicle）と呼称）となる同車のボディサイズは、全長4,105 mm×全幅1,790 mm×全高1,550 mmで、ホイールベースも2,595 mmとシリーズで最も大きく長い。全長はサルーン比で+365 mm、エステートのクラブマンと比べても125 mm長く、全高は1,561 mmでサルーン比+120 mmとなる。日本仕様の特徴として、機械式の立体駐車場へ入庫できるようにルーフアンテナのマウント形状を日本専用に開発し、全高を1,550 mmとしている。また、全幅が1,700 mmを超えるため、日本へ正規輸入されるシリーズでは初の普通自動車（3ナンバー）となる。
インテリアは独立タイプの後席が標準だが、オプションで3人掛けのベンチシートも用意。スライド機構とリクライニング機構を備え、荷室容量は通常で350 L、後席を格納すると最大1,170 Lとなる。足元、頭上、ショルダー周りが広く、シートポジションは他モデルより高めとなっている。特有の装備として、センターコンソールの代わりに「MINIセンターレール」が採用され、小物入れやドリンクホルダー、外部オーディオ機器などを自由に装着できるようになっている。
ラインナップは「ワン」「クーパー」「クーパーS」「クーパーS ALL4」の4種類。「クーパーS ALL4」にはシリーズ初となる四輪駆動システムの「MINI ALL4」を採用し、ファイナルドライブに直接取りつけられた電子制御油圧式ディファレンシャルによって前後の駆動力配分を無段階に制御し、走行状況に応じて駆動配分を前後0:100 - 100:0まで自動的に変化させる。エンジンはすべて1.6 Lで、「ワン」と「クーパー」はそれぞれ最高出力98 psと122 ps、最大トルク15.6kg·mと16.3kg·mのNAエンジン、「クーパーS」「クーパーS ALL4」には最高出力184 ps、最大トルク24.5 kg·mを発生するツインスクロールターボエンジンを搭載する。
2014年9月8日のマイナーチェンジで「クーパーS」が廃止され、ディーゼルモデルが追加された。ディーゼルモデルはシリーズ初となるAT限定モデルで、MTの設定はない。ラインナップは「ワン」「クーパー」「クーパーD」「クーパーD ALL4」「クーパーSD」の5種類。エンジンはディーゼルが2.0 Lターボで、「クーパーD」「クーパーD ALL4」は最高出力112 ps、最大トルク27.5 kg·mを発生、「クーパーSD」は最高出力143 ps、最大トルク31.1 kg·mを発生する。

#### クーペ
| クーペ JCW |  | クーペ JCW |
| クーペ JCW |  |            |

2011年6月20日、シリーズ5番目のバリエーションとして追加された。同年9月27日、日本仕様の発表と同時に予約を開始した。グレードはクーパー、クーパーS、JCW（ジョン・クーパー・ワークス）の3種。シリーズ初の2人乗りであり、同時にボディ後部にリアデッキがある3ボックス型でもある。ミニでは「クラシックなグラン・ツーリスモ（GT）スタイル」と表現している。室内はリアシートを備えない代わりに、荷室容量はハッチバック比で+120Lの280Lを確保している。
エクステリアは、フロントウインドシールドがシリーズ中最も大きく傾斜し、車高もハッチバックより40mm以上低い。また「ヘルメットルーフ」と呼ばれるルーフは2トーンカラーで塗り分けられ、その後端に帽子のつばを連想させるスポイラーを装着。加えて、トランクリッドには走行速度が80km/hを超えると自動的にせり上がる格納式のウイングも備えている。

#### ロードスター

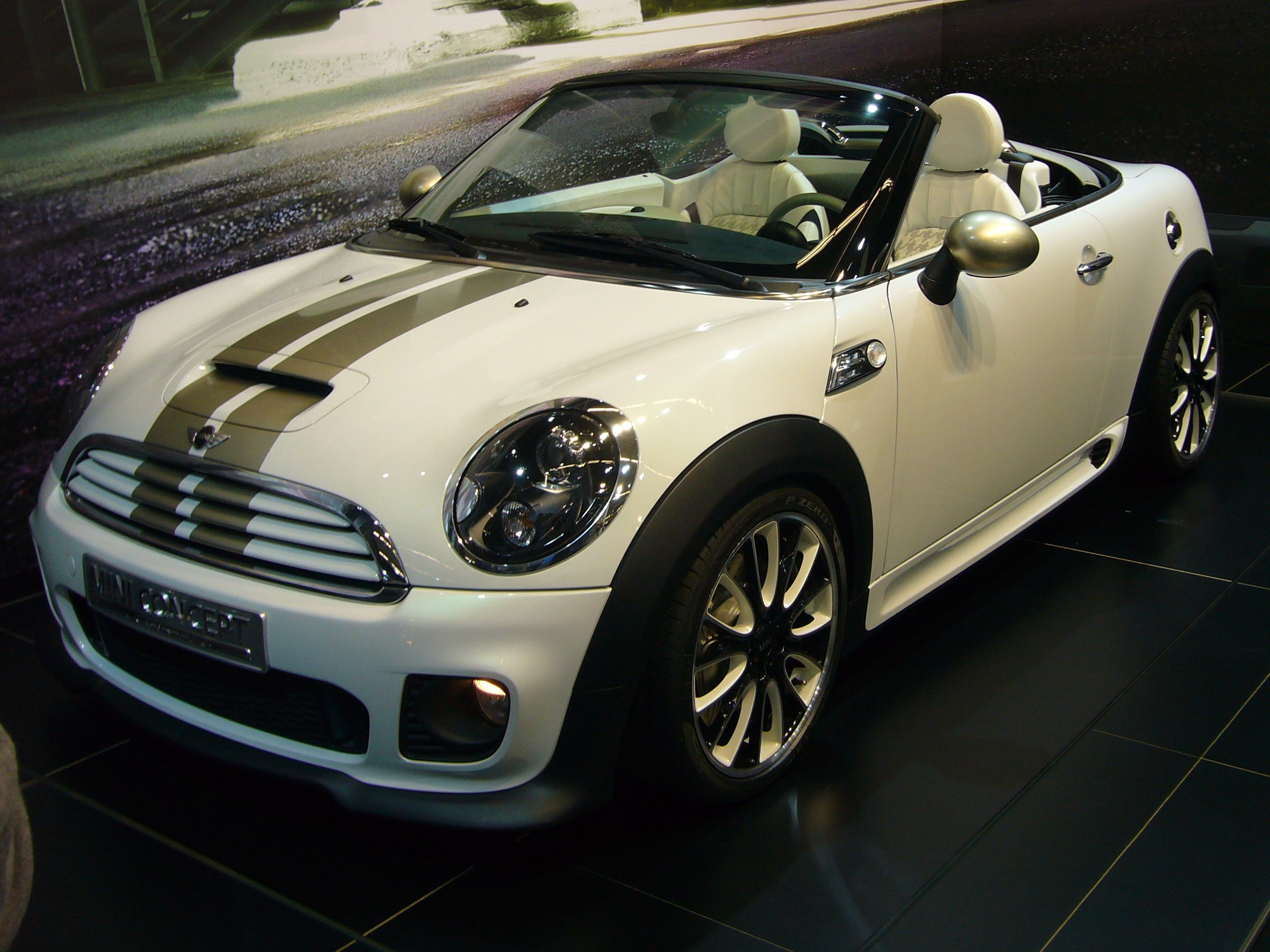
ロードスター コンセプト

2011年10月30日、シリーズ6番目のバリエーションとして2009年のフランクフルトモーターショーに出品された「MINIロードスターコンセプト」を市販化した「MINIロードスター」を発表。グレードはクーペ同様、クーパー、クーパーS、JCWの3種。
日本仕様は2012年1月19日に発表・受注を開始。なお、日本では登場を機に布袋寅泰とのコラボレーションモデルを特別に製作することを発表。後に「HOTEIxMINIコラボカー」としてブラックのロードスターをベースにホワイトの幾何学模様を模した「ギタリズム・モデル」とレッドのクーペをベースにブラックの炎を模した「ブラック・ファイヤー・モデル」が製作され、全国各地で展示されている。
同じオープンモデルでもある「コンバーチブル」との決定的な違いとして、2シーターで独立したトランクを備えている事が挙げられる。これはコンバーチブルがサルーンをベースにしているのに対し、ロードスターがクーペをベースにしているためである。ソフトトップの開閉は手動式を採用し、ベースのクーペ同様に格納式ウイングも備わる。なお、後期モデルについてはオプションでソフトトップの電動式開閉を選べるようになった。
2015年2月12日、クーペとロードスターの生産終了が明かされた。

#### ペースマン
| ペースマン クーパーS |  | ペースマン クーパーS |
| ペースマン クーパーS |  |                      |

2011年1月、デトロイトショーで世界初公開、2013年3月に発売された。カントリーマンをベースとした3ドアのクーペ仕様で、ミニではクロスオーバーSUVでは無くSACとしている。名称は、MINIブランド全体をペースメーカーのように引っ張ってゆくモデルになって欲しいとの願いから名付けられ、リアゲートに名称のエンブレムが付く（カントリーマンもマイナーチェンジで同様のエンブレムが追加された）。初代グレードは、クーパー、クーパーS、JCWで、カントリーマンと同様に4WDも設定される。
2014年9月8日のマイナーチェンジによりグレードは、クーパー、クーパーS、クーパーDが設定されている。
カントリーマンと比較して、スポーティーなセッティングとされているほか、ボディサイズは全長+15mm、全幅−5mm、全高−20mm。荷室の容量は−20Lとなる330Lで、リアシートを畳むことで1,080Lに拡大する。

## 第3世代 (2013年 - 2023年) F54/F55/F56/F57/F60
ミニの生みの親であるサー・アレック・イシゴニス生誕107年に当たる2013年11月18日、オックスフォード工場で世界初公開、2日後の11月20日には東京モーターショー2013でショー初披露、2014年のジュネーブモーターショーではドア数の変更と併せ、クラブドアが観音開きから全て前ヒンジの一般的な4ドアに変更された「クラブマン・コンセプト」が公開、7月には5ドアハッチバックの生産が開始された。ボディサイズの拡大により、日本では3ナンバー（普通車）登録となる。プラットフォームは新開発の「UKL」ならびに「UKL2」が採用され、ホイールは4穴から5穴へ変更され、PCDも100から112に変更された。なお、F54はクラブマン、F55は5ドア、 F56は3ドア、F57はカブリオ（日本名：コンバーチブル）、F60はカントリーマン（日本名：クロスオーバー）を表す。
エクステリアは「アイコニックデザイン」を踏襲した先代のキープコンセプトだが、インテリアは、初代から採用されていたセンターメーターが廃止されたことに伴い、スピードメーターは一般的なステアリング奥へと変更された。センターメーターが設置されていた位置には、iPhoneやAndroid端末にも対応する「MINI Connected」を備えた「センターディスプレイ」が設置され、オプションで車速を表示する「ヘッドアップディスプレイ」も設定した。

### メカニズム
エンジンは、ガソリン&ディーゼル共に直列3気筒DOHC12バルブの1.2/1.5 L、直列4気筒DOHC16バルブの2.0 L。BMWグループの“ツインパワーターボテクノロジー”に基づくターボ仕様で、CO2排出量は、96 ps/70 kWのディーゼル1.2 Lが最小の89 g/km、最も高出力な221 ps/162 kWのガソリン2.0 Lでは172 g/kmとなっている。トランスミッションは6速MTまたは6速AT。日本仕様はエコカー減税の対象となるよう、ドライブトレーンが独自に調整されている。オプションのMINIドライビング・モードは、走行特性を標準のMID、ハンドリング重視のSPORT、燃費重視のGREENから選択可能。同モードを搭載するATモデルには、コースティング機能が備わる。
サスペンションはフロントがマクファーソンストラット、リヤがマルチリンクの基本構成は同じだが、ストロークが改善された。オプションとして、2段階に可変する電子制御式のダイナミックダンパーコントロール（DDC）が設定され、ドライビング・モードとの組み合わせで連動制御が可能となっている。
安全面では、5 km - 15 km/hで作動する自動ブレーキのドライビングアシスト、ETC内蔵のルームミラー、LEDヘッドランプ、アクティブクルーズコントロールなどが新たに採用された。また、前モデルではMT仕様のみに採用されていたアイドリングストップ機構が、AT車にも採用された。クラブマンにはミニ史上初となる電動式パーキングブレーキも採用されている。

## モータースポーツ

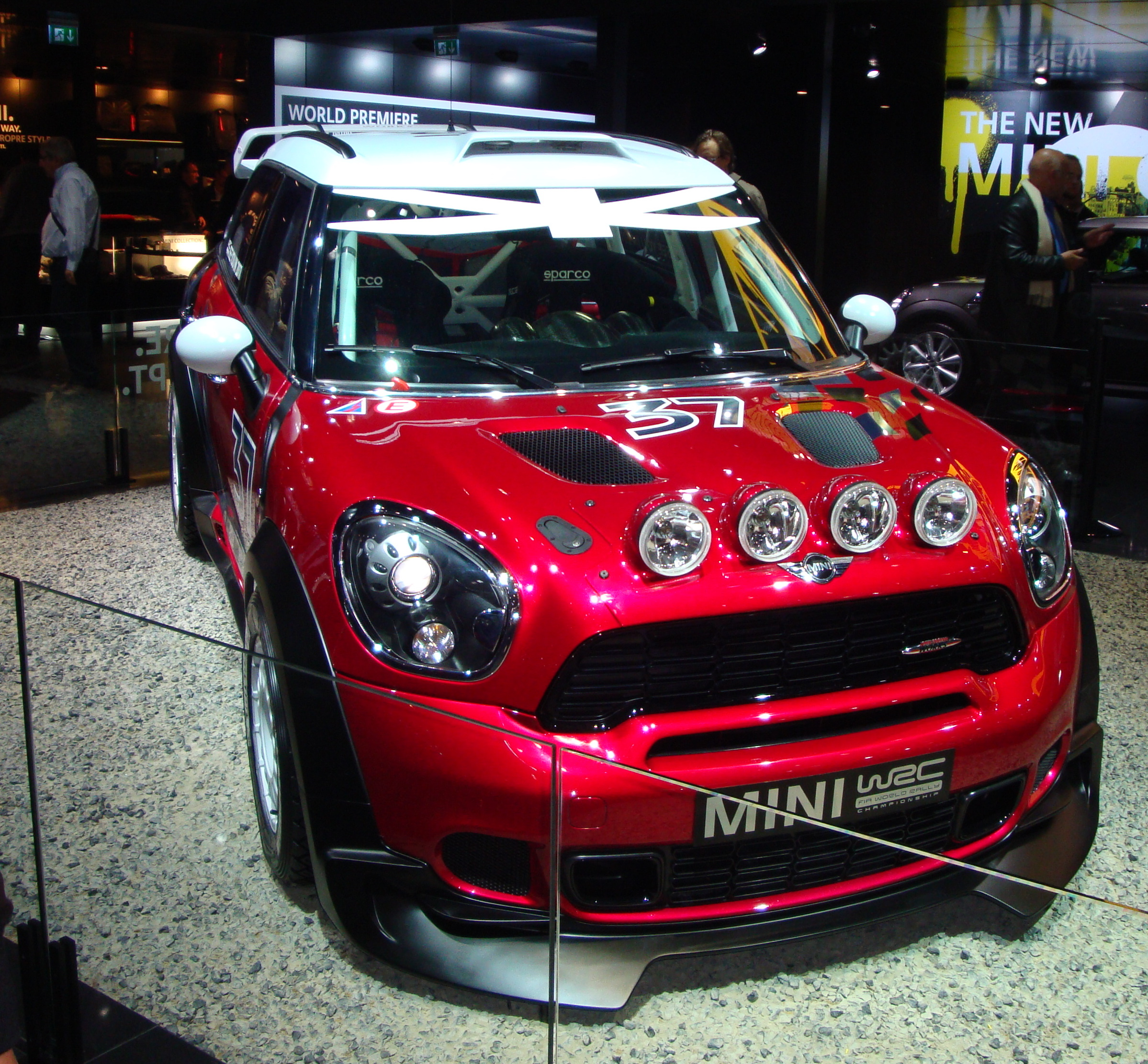
ジョンクーパーワークスWRC

BMC時代同様、ラリーを中心に活動している。2011年、プロドライブがBMWワークスとして、改定されたWRカー規定に則ったミニ・ジョン クーパー ワークス WRCでWRC参戦を開始。2012年のラリー・モンテカルロで、ダニ・ソルドが総合2位表彰台を獲得するなどの活躍を見せたが、同年2月に資金を巡ってプロドライブとBMWの関係が決裂。代わってチーム・ミニ・ポルトガルがワークス指定を受けたが、結局優勝を挙げることはできないまま2013年を最後にミニのワークスはWRCから姿を消した。WRカーのベースとなったスーパー2000規定仕様も開発・供給されたが、大きな戦果を挙げることはできなかった。

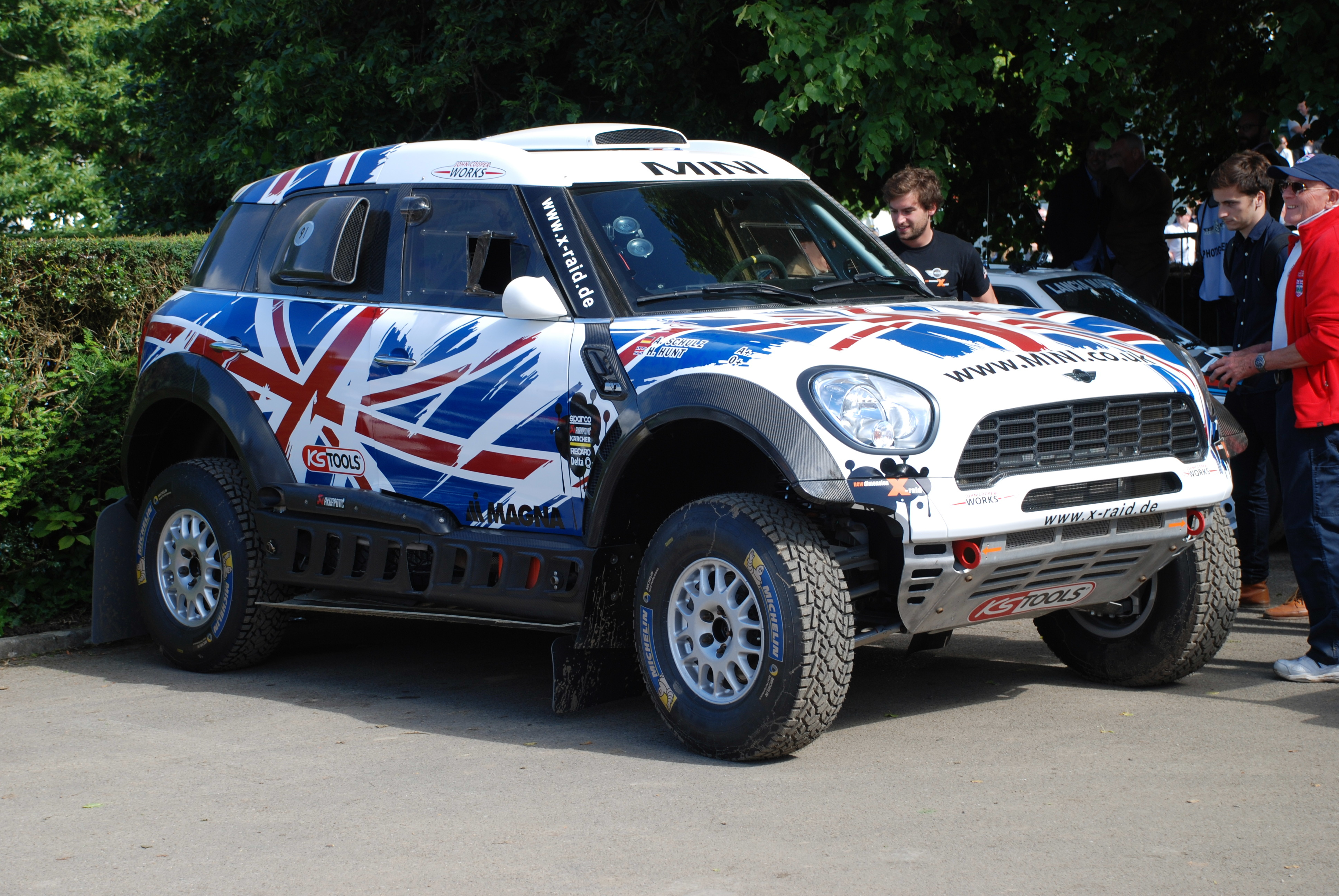
ALL4 レーシング(ダカール・ラリー仕様)

WRCと同じく2011年から、10年近くBMWのセミワークスとしてラリーレイドに参戦していたX-raidの手により、グループT1規定の ALL4 Racingでラリーレイドにも参戦。実態はそれまで用いていたBMW・X3 CCの競技専用設計の鋼管フレームはほぼそのままで、シルエットをカントリーマンに変えただけのものであり、市販車よりも明らかに巨体になっている（2011年仕様で全長4,333mm、全幅1,999mm、全高1,996mm）。規則でフロントにマウントしてるエンジンもX3 CCに同じ直列6気筒ディーゼルの3.0Lツインターボで、最高出力315ps/231kW、最大トルク72.4kg·m/710N·mを発揮し、四輪駆動で出力する。ダカール・ラリーでは2012年と2013年にステファン・ペテランセル、2014年はナニ・ロマ、2015年にはナッサー・アル＝アティヤが勝利し、砂漠の王者の地位を築いた。All4 Racingは2017年にジョン・クーパー・ワークス・ラリー（JCWラリー）としてフルモデルチェンジされた。

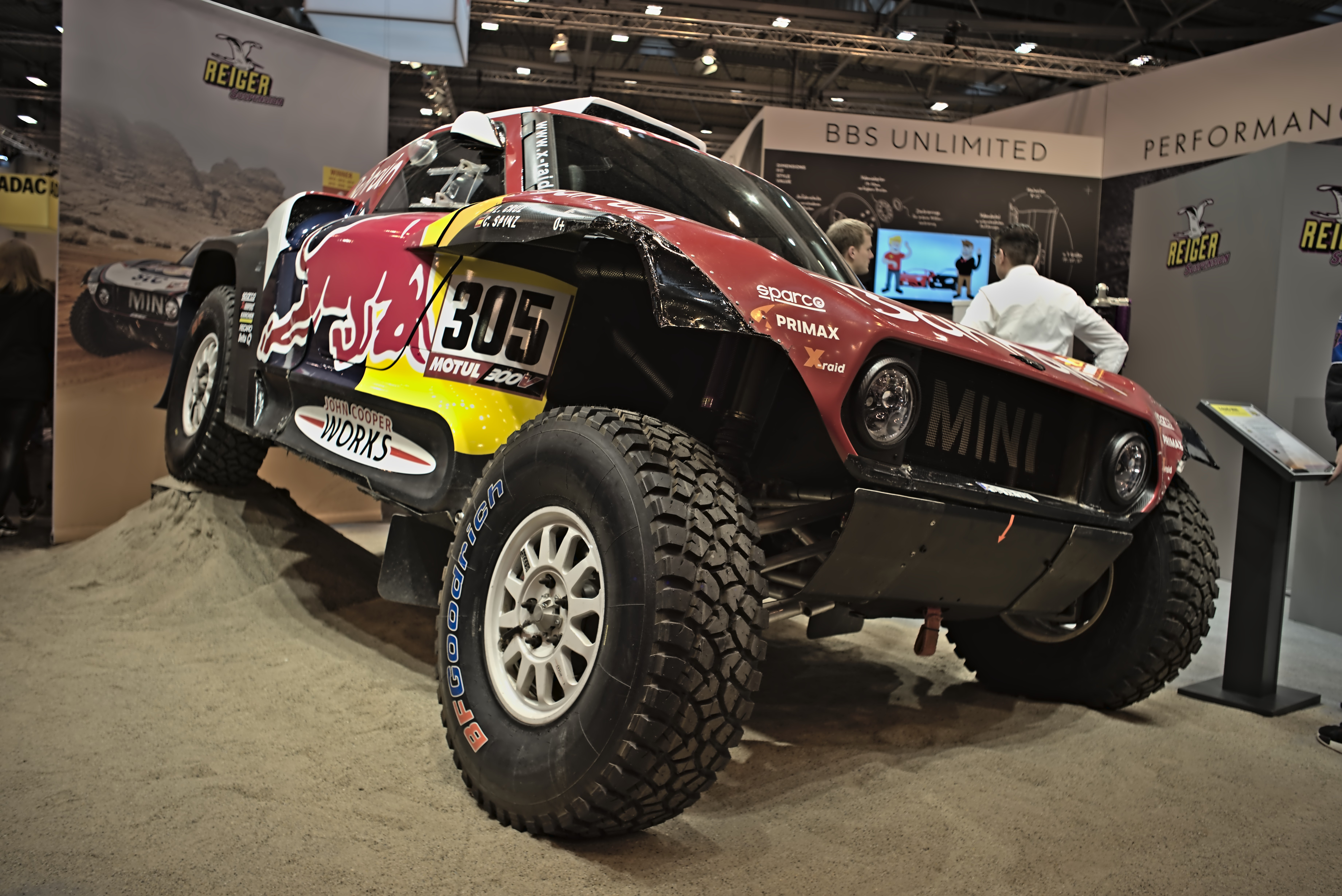
2WDのジョンクーパーワークス・バギー

2016年と2017年はMRレイアウト（二輪駆動）のプジョー・スポール勢の後塵を拝したため、2018年はJCWラリー4台に加え、MRのジョン・クーパー・ワークス・バギー（JCWバギー）3台の計7台を投入。ただこのJCWバギーはサスペンションストローク量を大きく取る都合上、ボディ上半分以外はほぼ原型のシルエットを残していないため、賛否両論であった。JCWバギーはプジョー撤退後の2020年、2021年に連覇を果たしている。
2023年にはJCWバギーに近いデザインで四輪駆動化した、新生グループT1+車両であるJCWラリー+が投入された。

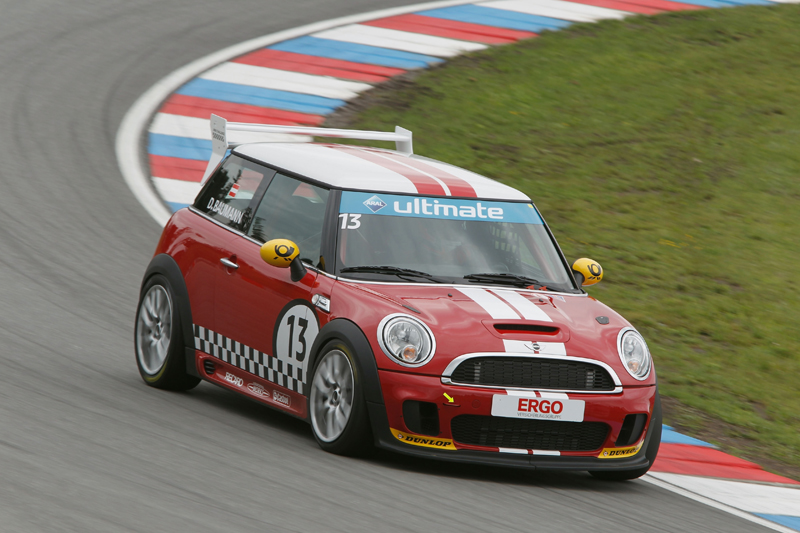
ミニ・チャレンジ

サーキットでは国際レベルの活動は行っていないが、米国MINIがIMSAのCTSC（コンチネンタル・タイヤ・スポーツカー・チャレンジ、2018年まで）やTCアメリカなどのツーリングカーレースに参戦している。なお米国MINIによるTCR規定車両の開発もされていたが、結局投入されずに終わっている。
英国では2002年からワンメイクレース「ミニ・チャレンジ」を開催しており、2017年から日本でも「ミニ・チャレンジ・ジャパン」が開催されている。本レースはJCWクラスとクーパークラスに分かれており、2023年時点で英国のJCWクラスは250馬力程度でドナー車込で約5万ユーロ、クーパークラスは130馬力でドナー車込で約1.2万ユーロとなっている。